# 日本寺院迭遭潑油事件
日本寺院迭遭潑油事件（日语：／）是指日本於2015年2月至4月間發生的多起寺社破壞事件，受害的33間寺廟及神社分布於奈良縣、京都府、千葉縣、茨城縣、靜岡縣、兵庫縣、香川縣、滋賀縣、新潟縣、福井縣等10個府、縣，其中奈良縣受害的寺廟、神社最多，高達19間。而名列世界遺產的唐招提寺、春日大社、東寺當中，也殘留疑似油的痕跡。警方表示，其中有7間寺廟及神社中的油狀物成分極可能相同。

## 受損狀況
| 奈良縣   | 19 | 東大寺、唐招提寺、春日大社、 橿原神宮、安倍文殊院、當麻寺、 久米寺、長谷寺、岡寺、 飛鳥寺、橘寺、金峰山寺、 談山神社、朝護孫子寺、藥師寺、 松尾寺、飛鳥坐神社 |
| 京都府   | 5  | 東寺、二條城、八坂神社、 西芳寺、狸谷山不動院 |
| 山形縣   | 5  | 慈恩寺、出羽三山神社 |
| 東京都   | 4  | 心光院 |
| 千葉縣   | 3  | 香取神宮、成田山新勝寺 |
| 兵庫縣   | 2  | 伊弉諾神宮、保久良神社 |
| 茨城縣   | 1  | 鹿島神宮 |
| 群馬縣   | 1  | 尾曳稲荷神社 |
| 神奈川縣 | 1  | 江島神社 |
| 新潟縣   | 1  | 彌彥神社 |
| 福井縣   | 1  | 永平寺 |
| 静岡縣   | 1  | 三嶋大社 |
| 滋賀縣   | 1  | 都久夫須麻神社 |
| 和歌山縣 | 1  | 粉河産土神社 |
| 香川縣   | 1  | 金刀比羅宮 |
| 大分縣   | 1  | 宇佐神宮 |

遭潑油的世界文化遺產中，於3月27日早上於京都市南區古都京都的文化財之一的東寺，由僧人發現大日堂的地板上有難以去除的污迹，以及該寺的國寶禦影堂和重要文物灌頂院東門也發現了油迹。據東寺稱，該寺於4月6日進行調查後，在禦影堂、灌頂院東門、毘沙門堂、大黑堂的大門、功德箱及地板上發現了油狀液體的痕迹。而在古都奈良的文化財當中，擁有有1200年歷史的東大寺亦遭人破壞。於4月10日清早職員巡邏時，發現大佛殿內部的須彌壇，以及南大門的兩座木製金剛力士像多處，被類似油的液體弄污的痕跡，與之前迭遭潑油案犯案手法一致。寺院僧人相信，疑犯是以噴霧式的器械，將油污噴到寺院建築物上。
除此之外，奈良縣橿原市的橿原神宮內的拜殿等處也發現了油漬，已向奈良縣橿原警署報案。評估油漬是在7日早上至9日早上之間被潑灑的。同縣櫻井市的長谷寺、明日香村的岡寺、吉野町的金峰山寺等國寶級建築及被列為國家重要文化財產的文物。奈良縣至今已有十五所寺院、神社遭人潑灑油液。京都二條城也發現了油迹。消息人士指，油迹沿着遊客參觀路綫蔓延，似是用噴霧器噴上，雖然部分污迹在擦拭後成功清除，但一些滲透到文物內的油迹相信無法處理，將會繼續附在文物上。除了關西地區，關東地區千葉縣的香取神宮、茨城縣的鹿島神宮以至四國地區香川縣的金刀比羅宮都發生同類案件。4月15日新潟縣警方宣布，彌彥神社建築內發現遭人油狀液體的痕迹，跟這起事件有多處共同點。

### 調查進度
警方不排除是同一人犯案或有模仿犯，但神社及寺院範圍廣兼保安鬆散，難以揪出噴油狂徒。這起連番遭人惡意破壞，淋潑疑似是機油的液體，包括京都二條城及奈良東大寺等至少24座古蹟遭殃。警方不排除有人模仿犯案，受影響地區由關西，擴大至四國至關東地區六個府縣，文化廳4月8日已對各都道府縣的教育委員會發出通知，要求與古蹟的持有者合作，徹底做好防範措施。連串淋油事件中，最早成為目標的相信是世界文化遺產、日本戰國時期名將德川家康故居二條城。2月12日傍晚，管理部門接到職員通報，指城內二之丸御殿的走廊地板及門窗等位置，有20處疑似油污、呈噴霧狀的無色透明污迹，每處的幅蓋範圍約10至20厘米，城內雖設有監控鏡頭，但拍不到作案過程。另外，日本各府縣警方已經以違反《文化財保護法》、《器物損壊》及《建造物損壊》的嫌疑展開調查，正對監控錄像進行分析，並對液體進行鑑定。
6月1日，千葉縣警方針對香取神宮遭潑油事件，以涉嫌損毀建造物之嫌疑對一名居住在美國紐約的韓裔男子提出逮捕令。該男子擁有日本國籍，是一名醫師，創立了一個基督教系的新興宗教IMM。據信，男子從2013年夏天起就在教團聚會上向信徒傳播對古城、寺廟、神社等古建築潑神香草油以祛除晦氣的思想。

### 修復工程
奈良縣元興寺文化財產研究所保存科學中心研究部副部長植田直見表示，考慮用適合處理油的溶劑濕布修復被破壞的文物，但「染到木材內部的物質不能清除，假如文物表面本身有顏料的話，要清潔就難上加難」。

## 後續類似事件
- 2016年11月20日，奈良縣的興福寺中3件国宝以及欄杆、路牌、地板等處發現有十多處液体痕跡[23][24]
- 2016年11月21日，奈良縣橿原神宮的錢箱、掛絵馬的柱子、鳥居以及石灯籠等8處發現有油狀液體痕跡。東大寺大佛殿内的金属製花瓶以及大佛蓮瓣蓮華藏世界圖模型上也發現有液体痕跡[25][26]。
- 2017年4月1日，京都府下鴨神社中舞殿等26處發現有液體痕跡[27][28]，而奈良縣金峯山寺本堂的正門、簷廊等4處也發現有液體痕跡[27]。
- 2017年4月3日，沖繩縣首里城守礼門、瑞泉門、漏刻門的門柱與基座、万国津梁鐘模型的上部等多處發現有油狀液體附著[29]。而崇元寺等5處的木門板上也發現有液體痕跡[30]。
- 2017年4月4日，東京都明治神宮第2鳥居、第3鳥居、祓舍、南神門等4處的立柱上發現有油狀液體痕跡[31]。增上寺中的重要文化財三解脱門以及鐘楼、本堂等亦發現十多處液體痕跡[32]。4月13日，警視廳對明治神宮事件的嫌疑人，2名已經從日本離境的中國朝鮮族女子發出逮捕令與全國通緝令[33][34]。
- 2017年4月15日，東京都浅草寺中發現十多處液體痕跡。根據監控攝影機的紀錄，警方確定作案者亦為13日已發出通緝令的2名中國朝鮮族女子[35]。